# Synfig
Synfig — програма для малювання векторної анімації. Програма є вільним програмним забезпеченням та розповсюджується під ліцензією GNU GPL.
На самому початку Synfig був власною платформою розробки для студії Voria, нині закритої. У 2005 році вихідний код Synfig був опублікований під ліцензією GPL. Оскільки програма складається з рушія і графічного інтерфейсу до нього, рендеринг файлів легко автоматизувати або перенести на потужний віддалений комп'ютер.

## Кросплатформеність
Synfig був включений до складу Ubuntu Studio. Крім цього, є готові збірки для різних дистрибутивів Linux, Mac OS X і Microsoft Windows. Найкраще програма працює в Linux.